# Comandante d'armata di 2º rango
Comandante d'armata di 2º rango (in russo командующий армией 2-ого ранга?, komandujušij armiej 2-ogo ranga, abbreviato in Komandarm di 2° rango) è stato un grado militare dell'Armata Rossa, istituito nel 1935 per designare il comandante di una armata. Il grado venne abolito nel 1940, quando con la reintroduzione dei gradi nelle forze armate sovietiche venne sostituito dal grado di colonnello generale.
Il grado era equivalente al Commissario dell'esercito di 2º rango (russo: армейский комиссар 2-ого ранга; traslitterato: armejskij komissar 2-ogo ranga) carica politica di tutti i settori militari, all'Ufficiale di bandiera della flotta di 2º rango (russo: флагман флота 2-ого ранга; traslitterato: flagman flota 2-ogo ranga) della Marina Sovietica o al Commissario per la sicurezza dello stato di 2° rango (ru: комиссар государственной безопасности 2-ого ранга; traslitterato: komissar gosydarstvennoj bezopasnosti 2-ogo ranga).

## Storia
Il grado venne introdotto dal Comitato esecutivo centrale dell'Unione Sovietica e dal Consiglio dei commissari del popolo il 22 settembre 1935. Tra il 1937 e il 1940 il grado venne rinominato Commissario di Divisione (russo: дивизионный комиссар; traslitterato: divizionnyj komissar). Con la reintroduzione dei gradi militari nel 1940 il grado venne abolito e sostituito dal grado di Tenente generale.
La scala gerarchica era la seguente:
- Comando a livello di Brigata X: Kombrig (Brigadiere)
- Comando a livello di Divisione XX: Komdiv (Comandante di Divisione)
- Comando a livello di Corpo XXX: Komkor (Comandante di Corpo)
- Comando a livello d'Armata XXXX: Komandarm di 2° rango (Comandante d'armata)
- Comando a livello di Gruppo d'armate, Fronte XXXXX: Komandarm 1º rango (Comandante d'armata di 1° rango – Comandante di Fronte)
- Maresciallo dell'Unione Sovietica

## Distintivi di grado

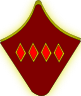
Mostrina per colletto del cappotto
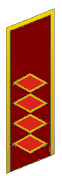
Mostrina per colletto della camicia
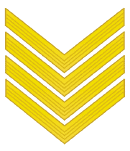
Distintivo da manica